# Brand d'arçon
Pour les articles homonymes, voir Brand.
Le brand d'arçon est un type d'épée apparu au XIIIe ou XIVe siècle. Comme son nom l'indique, cette épée est portée non pas par le cavalier, mais par sa monture. Elle était fixée à la selle du cheval et était utilisée alors que le cavalier était « à pied ».
Le brand d'arçon est une épée tenue à deux mains à lame longue dont l'intérêt était de former un énorme cercle de vide autour du cavalier démonté, que ce soit parce qu'il avait été désarçonné ou qu'il fut lui-même descendu de son cheval.
Pour le chevalier, c'est une arme d'appoint et son arme principale est l'épée qu'il porte à la ceinture. C'est l'épée tenue à une main, à laquelle s'ajoute au XIVe siècle l'épée bâtarde, qui remplissent ce rôle.